# Gherceşti
Gherceşti es una comuna ubicada en el distrito de Dolj, Rumania.

## Superficie
Posee una superficie de 50,04 kilómetros cuadrados.

## Demografía
Hasta 2021 la población era de 2132 habitantes, con una densidad de población de 42,61 habitantes por kilómetro cuadrado.